# Ineke Houtman
Pour les articles homonymes, voir Houtman.
 Ineke Houtman, née en 1956 à Arnhem, est une réalisatrice néerlandaise.

## Filmographie
- 1998 : Madelief, krassen in het tafelblad (nl)[2]
- 2003 : Polleke (nl)[3]
- 2004 : Stille Nacht (nl)[4]
- 2007 : Sahara[5]
- 2009 : De Indiaan (cy)[6]
- 2014 : Those Were the Days (nl)[7]
- 2014 : Johnny Bakru[8]
- 2015 : The Escape[9]
- 2017 : The Fantastic Family Hotel (nl)[10]